# Солодун Анатолій Борисович
Анатолій Солодун (нар. 24 лютого 1962) — український гравець у водне поло. Він брав участь у турнірі серед чоловіків на літніх Олімпійських іграх 1996 року.